# Thượng Ân
Thượng Ân là một xã thuộc huyện Ngân Sơn, tỉnh Bắc Kạn, Việt Nam.

## Địa lý
Xã Thượng Ân có vị trí địa lý:
- Phía bắc giáp tỉnh Cao Bằng
- Phía đông giáp xã Bằng Vân
- Phía nam giáp các xã Bằng Vân, Đức Vân và thị trấn Vân Tùng
- Phía tây giáp xã Cốc Đán.

Xã Thượng Ân có diện tích 67,36 km², dân số năm 2019 là 2.001 người, mật độ dân số đạt 30 người/km².

## Hành chính
Xã Thương Ân được chia thành 18 bản: Nà Bưa, Slành, Nà Y, Bản Duồm A, Bản Duồm B, Hang Slậu, Roỏng Thù, Khuổi Slảo, Nà Cà, Roỏng Tặc, Phia Pảng, Phiêng Khít, Thẳm Ông, Nà Pài, Khuổi Rắt, Bản Luộc, Nà Choán, Nà Hin.